# Achnasheen
Achnasheen är en by i Highland i Skottland. Byn är belägen 14 km 
från Kinlochewe. Orten har 41 invånare (2011).